# Josef Jan Antonín z Thun-Hohensteinu
Josef Jan Antonín hrabě z Thun-Hohensteinu (německy Joseph Johann Anton Graf von Thun-Hohenstein, 10. října 1662 – 1728) byl česko-rakouský šlechtic z hraběcí linie Thun-Hohensteinů.

## Život
Narodil se jako syn hraběte Alfonse Františka z rodové linie Thun-Castell-Brughier a jeho manželky Anny Barbory hraběnky z Thun-Caldes. Měl dva mladší sourozence, sestru Felicitas Pulcherii (1665 –1732) a bratra Aloise Arnošta (1667 –1705).
O jeho životě není mnoho známo. Zřejmě zastával úřad nejvyššího hofmistra císaře Karla VI. a obdržel španělský šlechtický titul grand a hrabě z Coreda.

### Manželství a potomstvo
V roce 1699 se po papežském dispensu oženil s Markétou Veronikou, dcerou Jana Vigila z Castell-Thun. Jeho manželka byla velká dobrodinka a podporovatelka církve. Jezuitskému kostelu a katedrále sv. Vigilia v Tridentu věnovala cenné chrámové nádoby a několik těžkých ornátů. Kostelu Panny Marie v Coredu, který nechal Josef Jan nákladně přestavět, věnovala stříbrné koruny a hradní kapli v Brughieru několik zlatých parament, šest velkých svícnů s krucifixy atd.
Manželé měli jednoho syna Františka Alfonse Xavera.